# Linh dương bướu giáp
Linh dương bướu giáp (danh pháp khoa học: Gazella subgutturosa) là một loài động vật có vú trong họ Bovidae, bộ Artiodactyla. Loài này được Guldenstaedt mô tả năm 1778. Loài này được tìm thấy ở miền bắc Azerbaijan, Georgia đông, một phần của Iran, các khu vực của Iraq và tây nam Pakistan, đông nam Thổ Nhĩ Kỳ, Afghanistan và sa mạc Gobi. Trong suốt nhiều phạm vi của phân bố, linh dương bướu giáp di cư theo mùa. Các đàn dài 10–30 km mỗi ngày trong mùa đông, với khoảng cách này được giảm xuống còn khoảng 1–3 km vào mùa hè.